# De ti depende
De Ti Depende es el segundo álbum de estudio de Héctor Lavoe como cantante solista, se grabó en Bell Sound Studios en la Ciudad de Nueva York y se publicó en el año 1976 bajo el sello Fania Records. Los temas destacados de este álbum son Periódico de Ayer, Vamos A Reír un Poco y Hacha Y Machete. esta grabación contó con el "grueso" de la antigua banda de Willie Colon ahora acompañando a Lavoe en su carrera de solista. 

## Historia
Luego del éxito que alcanzó Lavoe en su álbum debut "La Voz", se decide por realizar el segundo trabajo musical llamado "De Ti Depende (It's Up to You)", en esta producción grabada en los estudios Bell Sound de New York City se puede oír temas como «Vamos A Reir Un Poco» (composición del cantante venezolano Perucho Torcat) en donde Lavoe muestra sus destrezas como sonero de primera categoría.
En el tema «Hacha Y Machete», Lavoe canta sobre la relación musical que tuvo con Willie Colón en los años 70s entonando “lo nuestro no fue un golpe de suerte, somos hacha y machete, y esa es la verdad”.
«Periódico De Ayer» escrito por Tite Curet Alonso y arreglado musicalmente por Willie Colón es un tema clásico en el repertorio musical de Héctor Lavoe y aún es pedido en algunas emisoras radiales de salsa.
Cabe destacar que durante la sesión del álbum De Ti Depende, se grabaron también los temas «Para Ochún» y «Noche de Farra», pero estas grabaciones no fueron publicadas porque al propio Lavoe no le gustó cómo salió su voz en las grabaciones. Estos temas fueron finalmente incluidos en el LP El Sabio de 1980.

## Lista de canciones
| N.º | Título                                                          | Compositor(es)         | Duración |  |
| 1.  | «Vamos A Reír Un Poco» (Arreglos musicales por: Willie Colón)   | Perucho Torcat         | 7:34     |  |
| 2.  | «De Ti Depende» (Arreglos musicales por: José Febles)           | Miguel Ángel Amadeo    | 4:34     |  |
| 3.  | «Periódico De Ayer» (Arreglos musicales por: Willie Colón)      | C. Curet Alonso        | 6:47     |  |
| 4.  | «Consejo De Oro» (Arreglos musicales por: Louie Ramírez)        | Arquimides Arcidiacono | 2:43     |  |
| 5.  | «Tanto Como Ayer» (Arreglos musicales por: Luis “Perico” Ortiz) | D.R.                   | 3:42     |  |
| 6.  | «Hacha Y Machete» (Arreglos musicales por: Edwin Rodríguez)     | Enildo Padrón          | 5:32     |  |
| 7.  | «Felices Horas» (Arreglos musicales por: Luis “Perico” Ortiz)   | Luis Pérez             | 6:05     |  |
| 8.  | «Mentira» (Arreglos musicales por: Willie Colón)                | D.R.                   | 6:38     |  |

## Personal

### Músicos
- Voz y maracas - Héctor Lavoe
- Coros - Willie Colón, Rubén Blades, Milton Cardona y José Mangual Jr.
- Trombones - Ángel “Papo” Vazquez y Harry de Aguiar
- Trompetas - Ray Feliciano
- Guitarra (Tema "De ti depende") - Yomo Toro
- Piano - Gilberto Colón Jr. "El pulpo"
- Bajo - Santi “Choflomo” González
- Bongo - José Mangual Jr.
- Conga - Milton Cardona
- Percusión - José Mangual Jr. y Milton Cardona

### Créditos
- Productor - Willie Colón
- Productor ejecutivo - Jerry Masucci
- Arreglos musicales – Willie Colón, Louie Ramírez, Luis “Perico” Ortiz, José Febles y Edwin Rodríguez
- Ingeniero de sonido – Jon Fausty
- Carátula y Fotos - Lee Marshall
- Diseño de la carátula del LP Original - Ron Levine
- Diseño del Formato Gráfico - Louise Hilton
- Montajes Gráficos y Proceso Digital - New Line Design, Inc.